# Alexander Giffard

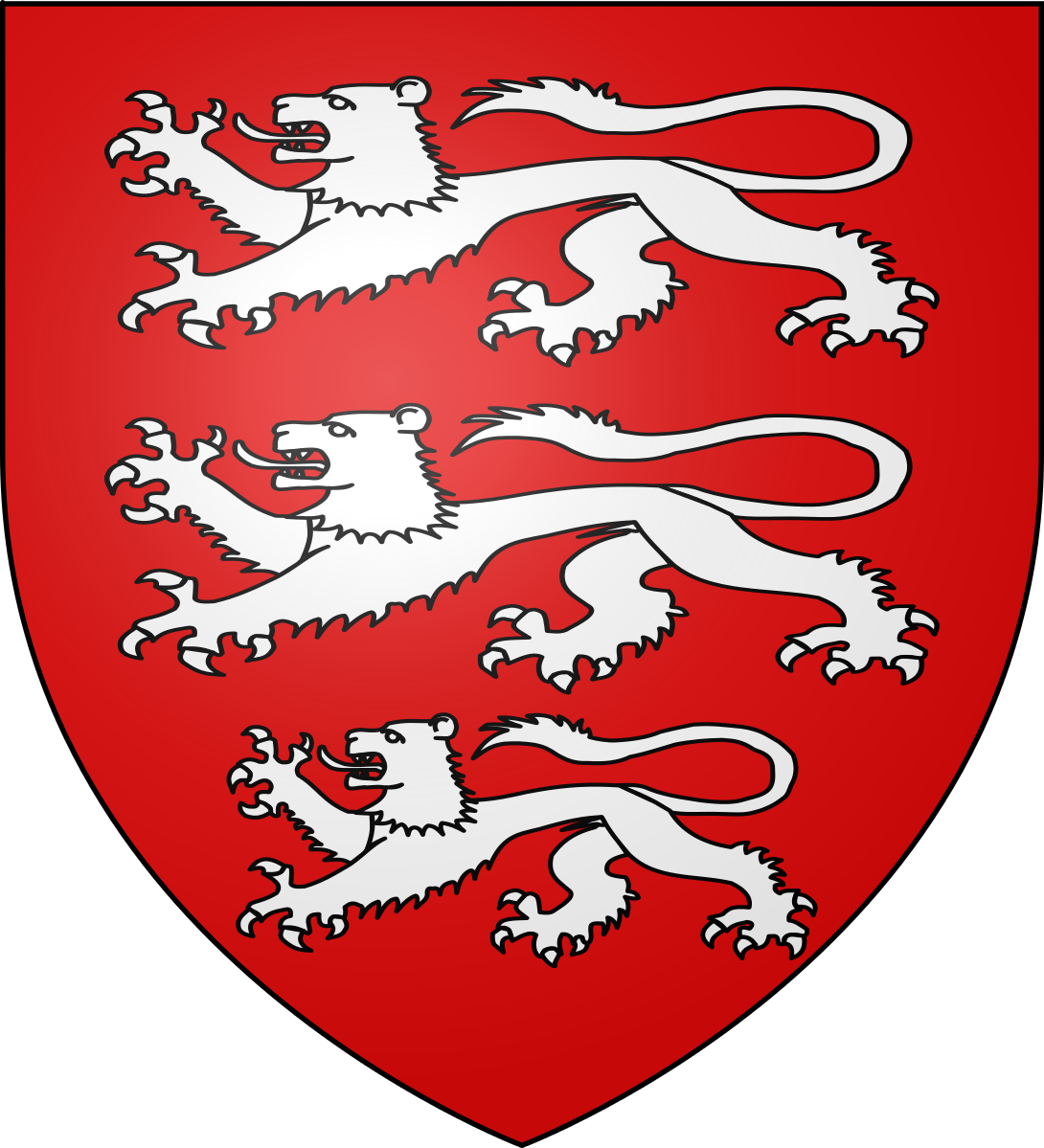
Das Wappen der Giffards von Brimpsfield

Alexander Giffard († nach 1250) war ein englischer Kreuzritter im 13. Jahrhundert.
Er entstammte dem Zweig von Brimpsfield in Gloucestershire der alten normannischen Familie Giffard, die im 12. Jahrhundert die Earls of Buckingham stellte. Sein Vater war Hugh Giffard, Gutsbesitzer von Boyton in Wiltshire und 1234 amtierender Konstabler des Towers von London. Seine Brüder waren Walter, Bischof von Bath und Erzbischof von York, und Godfrey, Bischof von Worcester, die später nacheinander als Lordkanzler von England amtierten. Seine Schwester Mabilia war Äbtissin der Shaftesbury Abbey.
Das Gut Boyton hielt die Familie als Lehen der Countess of Salisbury. Der Gefolgschaft ihres Sohnes, William Longespée, schloss sich Alexander Giffard zum Kreuzzug des französischen Königs Ludwig IX. (der Heilige) nach Ägypten (Sechster Kreuzzug) an. Dieses 200 Mann starke englische Kontingent erreichte das Kreuzfahrerheer im Oktober 1249 in Damiette. Die Engländer kämpften am 8. Februar 1250 mit bei dem verhängnisvollen Angriff des Grafen Robert von Artois auf die Stadt al-Mansura, bei dem die Vorhut der Kreuzfahrer fast vollständig vernichtet wurde. Dem Brief eines anonymen Templers zufolge, den Matthäus Paris transkribierte, war Alexander Giffard der einzige englische Ritter, der diesen Angriff mit fünf schweren Verwundungen überlebte. Der Templer schrieb allerdings dazu, dass ihm nicht bekannt sei, ob Giffard am 6. April 1250 bei Fariskur mit König Ludwig IX. in Gefangenschaft geraten oder im Kampf getötet wurde.
Möglich ist aber auch, dass Alexander Giffard mit den anderen verwundeten Kämpfern den Nil hinab in Sicherheit gebracht wurde und deshalb nicht in die Ereignisse von Fariskur involviert war. Jedenfalls dürfte er kurz nach 1250 gestorben sein. In der Kirche von Boyton befindet sich sein Grab; die darauf befindliche Liegefigur trägt drei Löwen auf dem Schild, das Wappen der Giffards von Brimpsfield.